# هوي فوكس
هوي فوكس (بالإنجليزية: Howie Fox) هو لاعب كرة قاعدة أمريكي، ولد في 1 مارس 1921 في كوبورغ في الولايات المتحدة، وتوفي في 9 أكتوبر 1955 في سان أنطونيو في الولايات المتحدة.

## وصلات خارجية
- هوي فوكس على موقع دوري كرة القاعدة الرئيسي (الإنجليزية)
- هوي فوكس على موقعبيزبول رفرنس.كوم (الدوري الرئيسي) (الإنجليزية)
- هوي فوكس على موقعبيزبول رفرنس.كوم (الدوري الثانوي) (الإنجليزية)
- هوي فوكس على موقع إي إس بي إن.كوم (أم.أل.بي) (الإنجليزية)
- هوي فوكس على موقع مشجعي الرسوم البيانية (الإنجليزية)